# Triencentrus mexicanus
Triencentrus mexicanus är en insektsart som beskrevs av Max Beier 1962. Triencentrus mexicanus ingår i släktet Triencentrus och familjen vårtbitare. Inga underarter finns listade i Catalogue of Life.